# Stemma di Besançon

Stemma durante il Primo Impero

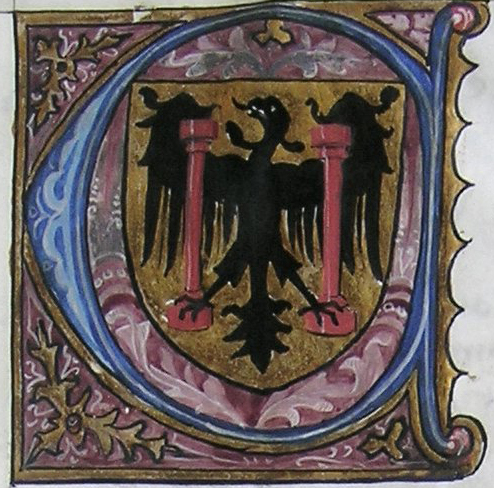
Miniatura della lettera C con l'arma della città di Besançon (All'inizio del primo folio del registro CC481 degli Archivi municipali di Besançon, datato 1460 circa)

Lo stemma della città di Besançon ha la seguente blasonatura: d'oro, all'aquila di nero tenente con gli artigli due colonne di rosso attraversanti sulle ali.

## Storia
Le due colonne trionfali, che rappresentano quelle d'Ercole, ricordano il periodo romano di Besançon (Vesontio in lingua gallica) che, dopo la sua sottomissione a Giulio Cesare nel 58 a.C. e durante la storia gallo-romana fu arricchita di monumenti.
L'oro e il nero (in francese sable, sabbia) evocano il passato aurifero celtico di Besançon (chiamata all'epoca dai greci antichi Chrysopolis che significa in antico greco, città d'oro ). Infatti dall'antichità al medioevo Besançon fu uno dei principali produttori d'oro della Gallia, oro che era contenuto nella sabbia del fiume Doubs.
Nel medioevo, e precisamente « alla fine del XIII secolo il comune adotta quale emblema un'aquila spiegata, volendo mostrare con ciò che essa si è posta sotto il protettorato dell'Imperatore del Sacro Romano Impero. Nel XV secolo si ha l'idea di unire a questo emblema l'immagine della rocca della cittadella e delle due colonne romane che sono ancora presenti ».. Qualche modifica minore fu ancora apportata prima del 1537.
Nel 1537 l'imperatore del Sacro Romano Impero Germanico, re di Spagna e duca di Borgogna, Carlo V, che ha ereditato la Franca Contea dalla nonna, la duchessa Maria di Borgogna, concede a Besançon quale stemma il suo blasone attuale: d'oro, all'aquila di nero tenente con gli artigli due colonne di rosso attraversanti sulle ali accompagnato dal motto Plus Ultra.
Durante la rivoluzione francese, nel 1793, gli stemmi civici sono vietati. Successivamente, nel 1804, durante il primo Impero le armi municipali sono reintrodotte; nello stemma della città un leone di Borgogna sostituisce l'aquila ora riservata ai blasoni imperiali, lo stemma quindi diventa: D'oro, al leone di nero, addestrato e sinistrato da due colonne di rosso, sormontato da una crocetta di nero, al capo di rosso caricato di tre api d'oro.
Nel 1815, alla caduta dell'impero napoleonico, un'ordinanza reale ristabilisce le armi originarie.
Motto associato con lo stemma di Besançon:
- Utinam (in latino: Volontà di Dio)

Stemma di Carlo V

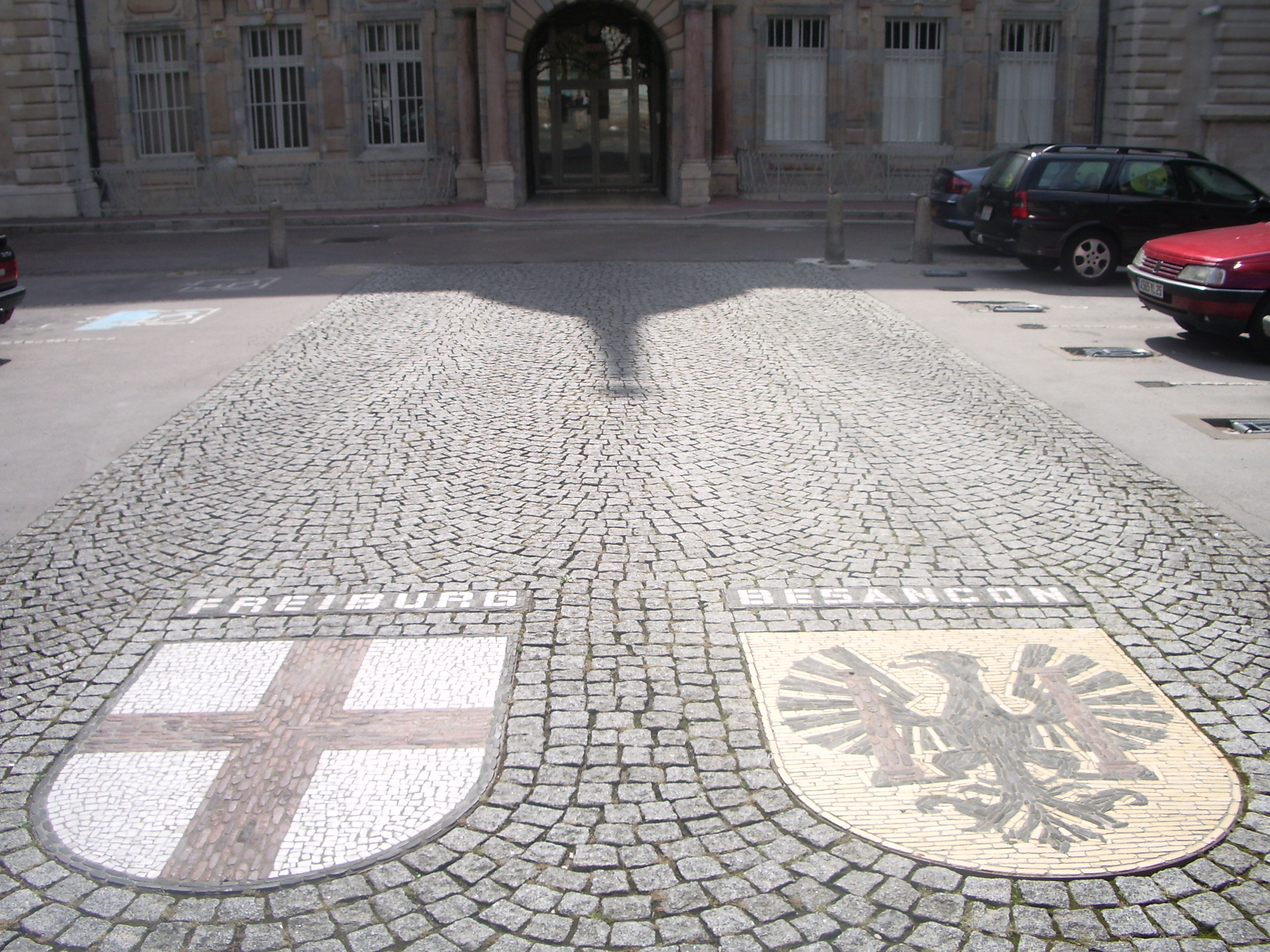
Gli stemmi di Besançon e di Friburgo in Brisgovia ritratti insieme